# Manangatang
Manangatang – miasto w Australii, w stanie Wiktoria.